# Reator de água pesada pressurizada

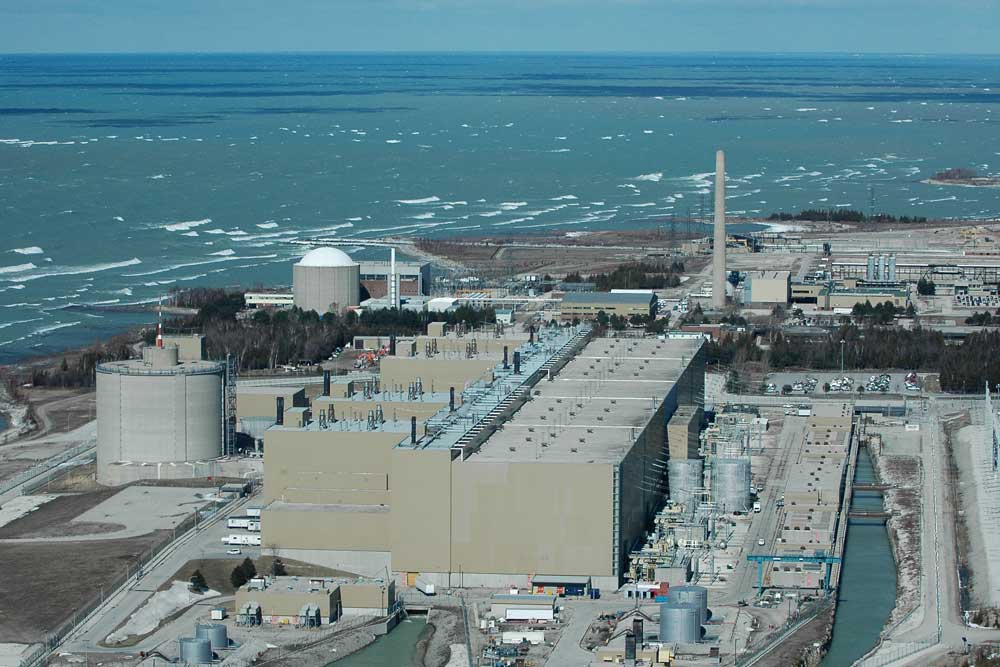
Usina Nuclear de Bruce, no Canadá, utiliza reatores CANDU, que são PHWRs.

Um Reator de água pesada pressurizada (PHWR) é um tipo de reator nuclear, geralmente utilizando urânio natural como combustível e água pesada (óxido de deutério D2O) como refrigerante e moderador de nêutrons. A água pesada refrigerante é mantida sob pressão, permitindo-lhe ser aquecida a temperaturas mais elevadas, sem ferver, tanto quanto em um reator de água pressurizada. Embora a água pesada seja significativamente mais cara do que a água leve ordinária, ela cria uma economia de nêutrons mais avançada, permitindo que o reator funcione sem combustível proveniente de instalações de enriquecimento (compensação a despesa adicional da água pesada) e aumentando a capacidade do reator de fazer uso de ciclos de combustível alternativos. Atualmente 49 reatores nucleares refrigeradas e moderados por água pesada estavam em operação, representando 12% dos reatores nucleares do Mundo. A maioria deles estavam em operação no Canadá e na Índia. Os reatores da série CANDU canadenses (com vários reatores exportados para países como a China e Romênia) pertencem a essa categoria de reator.

## Finalidade do uso de água pesada

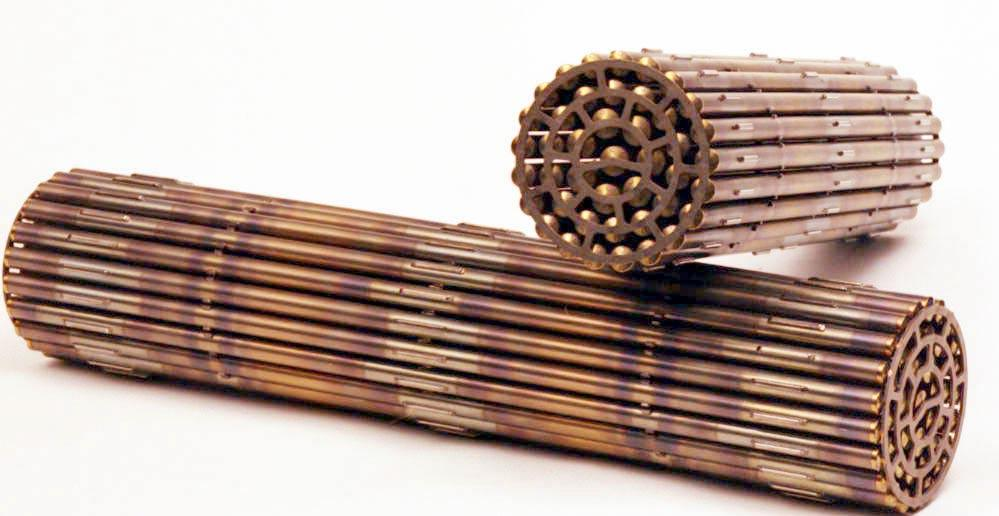
Dois feixes de combustível CANDU : Cada qual com 50 cm de comprimento e 10 cm em diâmetro, gerando cerca de 1 GWh de eletricidade durante a sua vida útil no reator

A chave para a manutenção de uma reação nuclear dentro de um reator nuclear é usar os nêutrons liberados durante a fissão para estimular a fissão em outros núcleos. Com cuidado em relação ao controle sobre a geometria e taxas de reação, isso pode levar a uma reação em cadeia auto-sustentada, um estado conhecido como "criticidade".
O urânio Natural é constituído de uma mistura de vários isótopos, principalmente 238U e uma quantidade muito menor (cerca de 0,72% do peso) de 235U. 238U só pode ser fissionado por nêutrons que são relativamente energéticos, de cerca de 1 MeV ou acima. Nenhuma quantidade de 238U pode se tornar "massa crítica", pois tendem a parasiticamente absorver mais nêutrons do que ele libera pelo processo de fissão. O 235U, por outro lado, pode suportar uma reação em cadeia sustentada, mas devido à baixa abundância natural de 235U, o urânio natural não pode alcançar a criticidade por si só.
O "truque" para fazer um reator nuclear que funcione usando urânio natural ou pouco enriquecido é desacelerar os nêutrons o suficiente ao ponto onde sua probabilidade de causar a fissão nuclear em 235U aumenta para um nível que permite uma reação em cadeia constante do urânio como um todo. Isso requer o uso de um moderador de nêutrons que absorva parte da energia cinética dos nêutrons, diminuindo a uma energia comparável à energia térmica do próprio núcleo do moderador (levando a terminologia de "nêutrons térmicos" e "reatores térmicos"). Durante este processo de desaceleramento é benéfico separar fisicamente os nêutrons do urânio, já que núcleons de 238U têm um enorme afinidade parasítica com nêutrons neste faixa de energia intermediária (reação conhecida como "ressonância" de absorção). Esta é uma razão fundamental para a concepção de reatores que separam combustíveis sólidos separados do moderador, ao invés de empregar uma mistura mais homogênea  dos dois materiais.
A água é um excelente moderador; os átomos de hidrogênio nas moléculas de água são muito próximos em massa a um único nêutron, dessa forma as colisões têm uma transferência de momentum eficiente, semelhante conceitualmente à colisão de duas bolas de bilhar. No entanto, apesar de ser um bom moderador, a água é relativamente eficaz em absorver nêutrons. Usando a água como um moderador irá absorver muitos nêutrons, deixando poucos para reagir com a pequena quantidade de 235U no combustível, impossibilitando assim a criticidade no urânio natural. Devido a disso, para abastecer um reator de água leve, primeiro a quantidade de 235U no urânio deve ser aumentada, produzindo urânio enriquecido, que geralmente contém entre 3% e 5% de 235U, por unidade de massa (resíduos provenientes deste processo é conhecido como o urânio empobrecido, que consiste basicamente em 238U). Nesta forma enriquecida existe 235U suficiente para reagir com nêutrons moderados pela água para manter o grau de criticidade.
Uma complicação desta abordagem é a necessidade de instalações de enriquecimento de urânio, que são geralmente caros para construir e operar. Eles também representam uma preocupação para a proliferação nuclear; os mesmos sistemas utilizados para enriquecer o 235U também pode ser usado para produzir um  material muito mais "puro" (90% ou mais de 235U), adequado para a produção de uma arma nuclear. Isso não é uma questão trivial, mas viável o suficiente para que instalações de enriquecimento representem um significativo risco de proliferação nuclear.
Uma solução alternativa para o problema é utilizar um moderador que não absorva nêutrons tão facilmente como a água. Neste caso, potencialmente, todos os nêutrons sendo lançados podem ser moderados e utilizados em reações com o 235U, neste caso existe 235U suficiente no urânio natural para sustentar a criticidade. Um desses tipos de moderadores é a água pesada, ou óxido de deutério. Embora ele reaja dinamicamente com os nêutrons de uma forma semelhante à água leve (ainda que com menos de transferência de energia em média, dado que o hidrogênio pesado ou deutério, tem cerca de duas vezes a massa de hidrogênio), ele já tem o nêutron extra que a água leve normalmente tende a absorver.

## Vantagens e desvantagens
O uso de água pesada como moderador é a chave para o sitema PHWR (pressurized heavy water reactor), permitindo o uso do urânio natural como combustível (na forma de cerâmica de UO2), o que significa que ele pode ser operado sem as caras instalações de enriquecimento de urânio. O arranjo mecânico da PHWR, que coloca a maior parte do moderador em temperaturas mais baixas, é particularmente eficaz porque os nêutrons resultantes são "mais térmicos" do que em projetos tradicionais, onde o moderador é normalmente muito mais quente. Estas características fazem com que um PHWR possa utilizar o urânio natural e outros combustíveis, e faz isso de forma mais eficiente do que reatores de água leve (LWRs).
Sob pressão, os reatores de água pesada têm algumas desvantagens. A água pesada geralmente custa centenas de dólares por quilograma, o que vai contra a diminuição dos custos de combustível. O reduzido teor do urânio natural em comparação ao urânio enriquecido, exigem substituições de combustível mais frequentes; isto é normalmente ocorre por um sistema de reabastecimento enquanto o reator ainda está em operação. O aumento da taxa de movimento de combustível através do reator também resulta em maior volume de combustível gasto com relação aos LWRs empregando urânio enriquecido. No entanto, já que o urânio não enriquecido acumula uma baixa densidade de produtos de fissão comparado ao urânio enriquecido, ele gera menos calor, o que permite um armazenamento mais compacto.

## Proliferação nuclear
Reatores de água pesada podem representar um maior risco de proliferação nuclear quando comparados aos reatores de água leve devido as baixas propriedades de absorção dos nêutrons  de água pesada, descobertos em 1937 por Hans von Halban e Otto Frisch. Ocasionalmente, quando um átomo de U-238 é exposta a radiação de nêutrons, o núcleo captura um nêutron, transformando-o em U-239. O U-239, em seguida, rapidamente, sofre dois decaimentos β− (com duas emissões de um elétron e um anti-neutrino). O  primeiro decaimento β−  transmuta o U-239 em netúnio-239, e o segundo β− transmuta o Np-239 em Pu-239. Embora este processo ocorra com os outros moderadores, tais como o grafite ultra-puro ou berílio, a água pesada é de longe o melhor moderador para o processo.
O plutônio-239, é um material físsil adequado para uso em armas nucleares. Como resultado, se o combustível de um reator de água pesada é alterado com frequência, quantidades significativas de plutônio para armas nucleares podem ser quimicamente extraídos a partir da irradiação do urânio natural combustível por meio do reprocessamento nuclear.
Além disso, o uso de água pesada como moderador resulta na produção de pequenas quantidades de trítio quando os núcleos de deutério da água pesada de absorvem os nêutrons, uma reação muito ineficiente. O trítio é essencial para a produção de armas de fissão intensificadas, que por sua vez, permitem a fácil produção de armas termonucleares, incluindo bombas de nêutrons. Não está claro se é possível usar este método para produzir o trítio em escala prática.
Os riscos de proliferação de reatores de água pesada foram demonstrados quando a Índia produziu o plutônio para o Smiling Buddha, o seu primeiro teste nuclear extraindo-o a partir do combustível gasto do CIRUS, um reator de água pesada originalmente destinado a pesquisa científica.